# Typha joannis
Typha joannis är en kaveldunsväxtart som beskrevs av Evgenij Vladimirovich Mavrodiev. Typha joannis ingår i släktet kaveldun, och familjen kaveldunsväxter. Inga underarter finns listade i Catalogue of Life.